# دان ديكارلو
دان ديكارلو (بالإنجليزية: Dan DeCarlo)‏ هو رسام كارتون أمريكي، ولد في 12 ديسمبر 1919 في نيو روتشيل في الولايات المتحدة، وتوفي بنفس المكان في 18 ديسمبر 2001 بسبب ذات الرئة.